# Leopoldo Brenes
Leopoldo José Brenes Solórzano (Ticuantepe, 7 de marzo de 1949) es un sacerdote y cardenal nicaragüense que se desempeña como arzobispo de Managua.

## Biografía

### Primeros años
Brenes Solórzano nació en Ticuantepe, el 7 de marzo de 1949. De origen humilde, realizó los estudios eclesiásticos en México y en Roma y fue ordenado sacerdote en 1974. Se licenció en Teología en la Pontificia Universidad Lateranense.

## Episcopado

### Obispo Auxiliar de la Arquidiócesis de Managua
El 13 de febrero de 1988, el Papa Juan Pablo II lo nombró Obispo titular de Maturba y Obispo Auxiliar de la Arquidiócesis de Managua. 
Fue consagrado por el Cardenal Miguel Obando y Bravo, Arzobispo de Managua; con Mons. Paolo Giglio, Nuncio Apostólico en Nicaragua, y Arturo Rivera y Damas, Arzobispo de San Salvador. 

### Obispo de la Diócesis de Matagalpa
El 2 de noviembre de 1991, el Papa Juan Pablo II lo nombró VII Obispo de la Diócesis de Matagalpa.
Montado a mula visitaba comunidades remotas y montañosas.

### Arzobispo metropolitano de la Arquidiócesis de Managua
El 1 de abril de 2005, un día antes de morir, el papa Juan Pablo II le nombró IV arzobispo metropolitano de la Arquidiócesis de Managua en reemplazo del cardenal Miguel Obando y Bravo, quien se retiró de acuerdo al Derecho Canónico (por límite de edad) aceptando su renuncia.
Tomó posesión canónica el 21 de mayo de 2005, y recibió el palio arzobispal el 29 de junio de 2005, de manos del Santo Padre Benedicto XVI.
Como tal,  Brenes presidió sucesivamente las comisiones para las vocaciones y los ministerios de la Conferencia episcopal de Nicaragua, tras lo cual fue elegido secretario general, luego vicepresidente, y más tarde presidente de esa institución.

## Cardenalato
El 12 de enero de 2014, el papa Francisco le concedió el título de cardenal, junto con otros 18 obispos.
El 14 de abril de 2013, luego de la elección de Francisco al pontificado, Brenes expresó que la reforma de la Curia romana era una idea que el papa Francisco tenía desde antes de ese nombramiento.

## Sucesión
| Predecesor: Michele Giordano                 | Cardenal Presbítero de San Joaquín 22 de febrero de 2014                                              | Sucesor: En el Cargo           |
| Predecesor: Miguel Obando y Bravo, S.D.B.    | Arzobispo de Managua 1 de abril de 2005                                                               | Sucesor: En el Cargo           |
| Predecesor: Carlos José Santi Brugia, O.F.M. | Obispo de Matagalpa 2 de noviembre de 1991-1 de abril de 2005                                         | Sucesor: Jorge Solórzano Pérez |
| Predecesor: Luis Gabriel Romero Franco       | Obispo titular de Maturba y Obispo Auxiliar de Matagalpa 13 de febrero de 1988-2 de noviembre de 1991 | Sucesor: Luiz Antônio Guedes   |